# Cornetto Három Íze-trilógia
A Cornetto Három Íze-trilógia (más ismert neveken a „Cornetto-trilógia” vagy a „Vér és jégkrém-trilógia”) három brit filmkomédia összefoglaló neve, amelyeket Edgar Wright rendezett, ő és Simon Pegg írt, producerük Nira Park volt, a főszerepekben pedig Simon Pegg és Nick Frost voltak láthatók. A trilógia három filmje a 2004-es Haláli hullák hajnala, a 2007-es Vaskabátok, és a 2013-as Világvége.
A trilógia elnevezése tulajdonképpen egy viccből ered. Edgar Wright, saját tapasztalataiból kiindulva, a Haláli hullák hajnala című filmbe beleírta, hogy Ed másnapossága a Cornetto jégkrémtől elmúlik. A Vaskabátokba aztán belekerült ugyanez a poén, mintegy visszautalásként. Amikor a Világvége előkészületei zajlottak, egy újságírói kérdésre Wright tréfásan megjegyezte, hogy trilógiát készít a jégkrémes poénnal, méghozzá olyat, mint Krzysztof Kieślowski Három szín-trilógiája. A forgatókönyvet átírták úgy, hogy az előző két filmhez igazodjon, és belecsempészték a Cornetto-viccet is. Mindhárom film megkapta a saját ízét: a Haláli hullák hajnala az epreset, a film véres jelenetei miatt; a Vaskabátok a klasszikus változatot, mert annak kék színe illett a rendőrséghez; a Világvége pedig a csokis-mentolosat, amely az idegen lények és a tudományos fantasztikum előtti tisztelgés. A Cornetto jégkrémek gyártójának nem volt kifogása a márka ilyen irányú szerepeltetése miatt.
A trilógia mindhárom filmje hasonló elvek szerint készült. Mindhárom a saját műfajának a kifigurázása (zombifilm, rendőrfilm, sci-fi), mindháromban megjelennek olyan témák, mint az elveszett egyén a nagyvilágban, az éretlenség, és a felnőtté válás kényszere. A három filmben számtalan olyan színész van, akik legalább kettőnek a szereposztásában megtalálhatóak, emellett a Cornetto-poén mellett visszatérő geg lett a ledőlő kerítések poénja is.

## Filmek

### Haláli hullák hajnala
A legelső film, a 2004-es Haláli hullák hajnala öndefiníciója szerint „romantikus komédia zombikkal”. A főszerepben Simon Pegg és Nick Frost láthatóak: Pegg Shaunt játssza, az egysíkú életű bolti eladót, Frost pedig Edet, a léhűtő munkanélküli barátját. Shaun élete egyik napról a másikra romokban hever, és miközben magánéleti problémáit próbálja megoldani a barátnőjével, anyjával, és nevelőapjával, kitör a zombiapokalipszis. A Cornetto itt jelenik meg először, amikor az átbulizott éjszaka után Shaun megkérdezi a másnapos Edet boltba indulás előtt, hogy „Kell valami lentről?”; mire ő csak annyit felel, „Cornetto”. Wright személyes tapasztalata az volt, hogy a Cornetto kitűnő a másnaposság ellen, ezért került bele a filmbe.

### Vaskabátok
A 2007-es Vaskabátok egy rendőrfilm paródiája, ahol Simon Pegg és Nick Frost rendőröket alakítanak, akik egy álmos angol kisváros titokzatos haláleseteit próbálják felgöngyölíteni. A Cornetto többször is felbukkan, a szereplők gyakran vásárolnak ilyet az üzletben.

### Világvége
A harmadik film, a 2013-as Világvége a sci-fi filmek kifigurázásának készült. Simon Pegg alakítja a főszereplőt, a lecsúszott alkoholista Gary Kinget, aki húsz év után akarja a barátaival végigcsinálni a legendás kocsmatúrát, ám időközben egy idegen civilizáció mesterkedéseinek a kellős közepébe keverednek. A filmben a Cornetto csak egy pillanatra jelenik meg, ahogy a papírját a szél egy kerítésre fújja a legvégén.

## Visszatérő színészek
| Színész(nő)        | Haláli hullák hajnala | Vaskabátok         | Világvége                |
| ------------------ | --------------------- | ------------------ | ------------------------ |
| Simon Pegg         | Shaun                 | Nicolas Angel      | Gary King                |
| Nick Frost         | Ed                    | Danny Butterman    | Andy Knightley           |
| Julia Deakin       | Yvonne anyja          | Mary Porter        | A B&B tulajdonosa        |
| Reece Shearsmith   | Mark                  |                    | Kollaboráns              |
| Michael Smiley     | Tyres                 |                    | Green tiszteletes        |
| Peter Serafinowicz | Pete                  |                    | A Ding Dong tulajdonosa  |
| Martin Freeman     | Declan                | Városi őrmester    | Oliver Chamberlain       |
| Bill Nighy         | Phillip               | Városi főfelügyelő | A Hálózat hangja         |
| Rafe Spall         | Noel                  | Andy Cartwright    | Házvásárló               |
| Patricia Franklin  | Vénkisasszony         | Annette Roper      | A "Kaptárban" lakó hölgy |
| David Bradley      |                       | Arthur Webley      | Basil                    |
| Paddy Considine    |                       | Andy Wainwright    | Steven Prince            |
| Alice Lowe         |                       | Tina               | Házvásárló               |

### Visszatérő szinkronhangok
| Szinkronszínész(nő) | Haláli hullák hajnala | Vaskabátok      | Világvége          |
| ------------------- | --------------------- | --------------- | ------------------ |
| Viczián Ottó        | Shaun                 | Andy Wainwright | Steven Prince      |
| Epres Attila        |                       | Nicholas Angel  | Gary King          |
| Bodrogi Attila      | Pete                  | Városi őrmester |                    |
| Vári Attila         | Noel                  | Firkász Tim     | Fiatalember        |
| Kerekes József      |                       | Danny Butterman | Andy Knightley     |
| Görög László        |                       | Andy Cartwright | Oliver Chamberlain |

| Színész(nő)        | Haláli hullák hajnala  | Vaskabátok       | Világvége      |
| ------------------ | ---------------------- | ---------------- | -------------- |
| Simon Pegg         | Viczián Ottó           | Epres Attila     | Epres Attila   |
| Nick Frost         | Kálloy Molnár Péter    | Kerekes József   | Kerekes József |
| Julia Deakin       | -                      | Rácz Kati        | -              |
| Reece Shearsmith   |                        |                  | Stern Dániel   |
| Michael Smiley     |                        |                  | Rosta Sándor   |
| Peter Serafinowicz | Bodrogi Attila         |                  |                |
| Martin Freeman     | -                      | Bodrogi Attila   | Görög László   |
| Bill Nighy         | Sinkovits-Vitay András | Cs. Németh Lajos | Harsányi Gábor |
| Rafe Spall         | Vári Attila            | Görög László     |                |
| Patricia Franklin  |                        | Bessenyei Emma   |                |
| David Bradley      |                        | Pethes Csaba     | Varga Tamás    |
| Paddy Considine    |                        | Viczián Ottó     | Viczián Ottó   |
| Alice Lowe         |                        | Pupos Tímea      |                |

## Fogadtatás

### Bevételek
| Film                  | Megjelenés        | Költségvetés | Bevételek világszerte | Hivatkozás    |
| --------------------- | ----------------- | ------------ | --------------------- | ------------- |
| Haláli hullák hajnala | 2004. április 9.  | $6 000 000   | $30 039 392           | [ 10 ]        |
| Vaskabátok            | 2007. február 14. | $12 000 000  | $80 736 657           | [ 11 ]        |
| Világvége             | 2013. július 19.  | $20 000 000  | $46 089 287           | [ 12 ] [ 13 ] |
| Összesen              | Összesen          | $38 000 000  | $156 865 336          |               |

### Kritikai fogadtatás
| Film                  | Rotten Tomatoes | Metacritic |
| --------------------- | --------------- | ---------- |
| Haláli hullák hajnala | 91%             | 76 pont    |
| Vaskabátok            | 91%             | 81 pont    |
| Világvége             | 89%             | 81 pont    |